# Моретт, Чар
Шарлин Фрэнсис (Чар) Моретт (англ. Charlene Frances (Char) Morett, 5 декабря 1957, Дарби, Пенсильвания, США) — американская хоккеистка (хоккей на траве), полевой игрок. Бронзовый призёр летних Олимпийских игр 1984 года.

## Биография
Чар Моретт родилась 5 декабря 1957 года в американском городе Дарби в штате Пенсильвания.
Окончила среднюю школу Пенн Вуд и Пенсильванский университет по специальности «физическое воспитание», играла за его команды по хоккею на траве и лякроссу. В 1978 и 1979 годах стала чемпионкой женской американской ассоциации лякросса, в 1979 годах была признана самым ценным игроком чемпионата. В те же годы играла за сборную США по лякроссу.
Играла в хоккей на траве за «Ниттани Лайонс».
В 1980 году вошла в состав женской сборной США по хоккею на траве на летних Олимпийских играх в Москве, однако Штаты бойкотировали Олимпиаду.
В 1983 году участвовала в чемпионате мира в Куала-Лумпуре.
В 1984 году вошла в состав женской сборной США по хоккею на траве на летних Олимпийских играх в Лос-Анджелесе и завоевала бронзовую медаль. Играла в поле, провела 5 матчей, мячей не забивала.
После окончания университета продолжала работать в нём ассистентом главного тренера команд по хоккею на траве и лякроссу. В 1980 году стала ассистентом главного тренера в университете Олд Доминион, в 1984 году — главным тренером по хоккею на траве и лякроссу в Бостонском колледже. В 1987 году вернулась в Пенсильванский университет, с чьей хоккейной командой «Ниттани Лайонс» выиграла девять титулов победителя конференции.

## Увековечение
В 1989 году введена в Зал славы американского хоккея на траве.